# Ефект приєднання до більшості

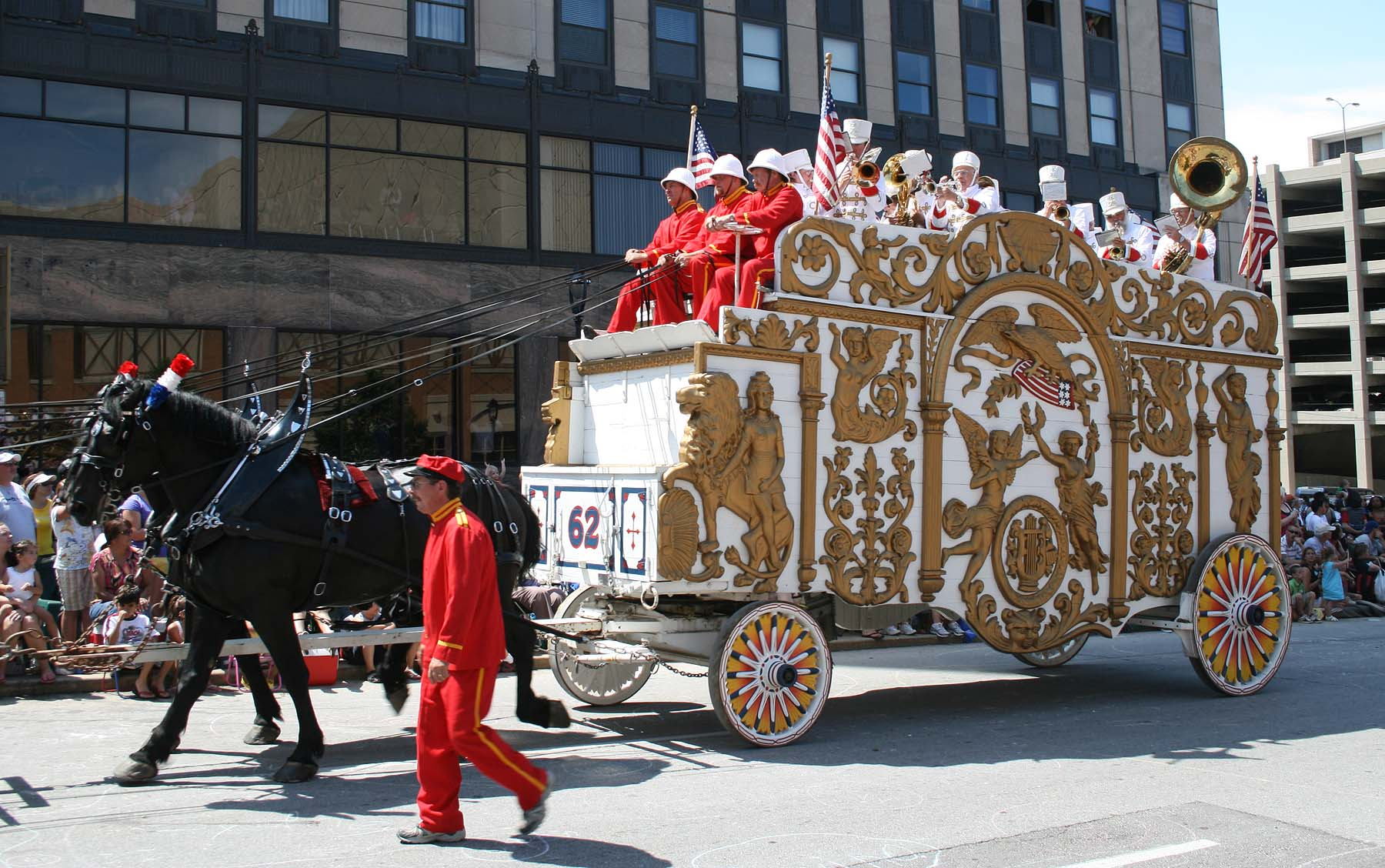
У США ефект відомий як «ефект фургона з оркестром».

Ефект приєднання до більшості (ефект наслідування) — форма групового мислення, що виявляється в тому, що популярність певних переконань збільшується у міру того, як їх приймає дедалі більше людей. В економіці це означає збільшення споживчого попиту, пов'язаного з тим, що споживач, слідуючи загальноприйнятим нормам, купує той же самий товар, який купують інші. Рішення, ухвалене суб'єктом, залежить таким чином від думки та поведінки інших суб'єктів.
Тенденція слідувати діям або переконанням інших людей може пояснюватися тим, що люди воліють погоджуватися з іншими, або ж тим, що люди отримують інформацію від інших. Обидва пояснення використовувалися в психологічних експериментах для доказу конформізму. Наприклад, експеримент Аша пояснювали соціальним тиском, а експеримент Шерифа — передачею інформації.

## Загальний зміст
У загальному значенні ефект приєднання описує людей, які роблять певні речі тому, що так роблять інші люди, незалежно від власних переконань, які вони можуть ігнорувати або міняти. Сприймана «популярність» об'єкта або людини може впливати на те, як на нього дивляться в цілому. Наприклад, щойно продукт стає популярним, дедалі більше людей прагнуть потрапити в тренд і теж купити його.
Коли люди роблять раціональний вибір на основі інформації, яку вони отримують від інших, може утворитися інформаційний каскад, при якому люди ухвалюють рішення ігнорувати особисті інформаційні сигнали та слідувати за поведінкою інших. Каскади пояснюють, чому такі тренди недовговічні — люди розуміють, що вони засновані на дуже обмеженій інформації.

## У політиці
Ефект приєднання до більшості виникає у голосуванні: деякі люди голосують за тих кандидатів чи партії, у яких більше шансів виграти (або якщо про такі шанси у них стверджують засоби масової інформації). Таким чином вони сподіваються в підсумку виявитися на «стороні переможця».
У США, через різницю у часових зонах, про результати виборів у східній частині країни повідомляють в той час, як на заході ще триває голосування. На підставі цього проводилися дослідження про те, як на поведінку виборців у західній частині США впливають новини про волю виборців в інших часових поясах. Так, у 1980 році NBC News на підставі екзит-полів оголосив Рональда Рейгана переможцем президентських перегонів за кілька годин до закінчення голосування на заході.
Також стверджується, що ефект приєднання грає важливу роль в американських президентських праймеріз. Голосування розтягується на кілька місяців, оскільки різні штати голосують в різний час, а не всі в один день. Деякі штати (такі як Айова і Нью-Гемпшир) мають особливу перевагу голосувати раніше, тоді як інші повинні чекати до певної дати. Часто стверджується, що це дає першим штатам надмірний вплив, оскільки перемога в них дає кандидату імпульс і загальну перемогу у підсумку.
Кілька досліджень перевіряли теорію ефекту приєднання до більшості на ухваленні політичних рішень. У 1994 році Роберт Гойдел і Тодд Шилдс опублікували в The Journal of Politics результати дослідження, в якому випадковим чином розділили 180 студентів Університету Кентуккі на дев'ять груп і поставили їм запитання про одні й ті ж сценарії виборів. Близько 70 % учасників отримали інформацію про очікуваних переможців. Спочатку нейтральні учасники, які не підтримували одну з партій, у два рази частіше голосували за кандидата від Республіканської партії, якщо їм говорили, що у нього більше шансів перемогти. Якщо ж очікуваним переможцем називався демократ, то незалежні республіканці та слабкі республіканці голосували за нього.

## У мікроекономіці
У мікроекономіці ефект приєднання до більшості описує взаємодію попиту та вподобань. Ефект приєднання виникає тоді, коли уподобання товару підвищується зі збільшенням числа людей, що його купують. Ця взаємодія потенційно порушує нормальні результати теорії попиту та пропозиції, яка передбачає, що споживачі ухвалюють рішення про покупку виключно на основі ціни й особистого вподобання. Економіст Гері Беккер стверджував, що ефект приєднання може бути настільки сильним, що може спрямувати нахил кривої попиту вгору.